# Horváth László (labdarúgó, 1901)
Horváth László (Sándorfalva, 1901. szeptember 3. – Budapest, 1981. július 3.) válogatott labdarúgó, csatár. Az 1926–27-es idény bajnoki gólkirálya 14 góllal. A sportsajtóban Horváth II néven volt ismert.

## Pályafutása

### Klubcsapatban
Az 1926–27-es idény gólkirálya volt 14 góllal. Az idény elején a Ferencvárosban szerepelt három bajnoki mérkőzésen és egy gólt szerzett. A Fradiban ezenkívül egy hazai díjmérkőzésen szerepelt.

### A válogatottban
1926-ban egy alkalommal szerepelt a válogatottban és egy gólt szerzett.

## Sikerei, díjai
- Magyar bajnokság
  - bajnok: 1926–27
  - gólkirály: 1926–27 (14 gól)

## Statisztika

### Mérkőzése a válogatottban
| Magyarország | Magyarország        | Magyarország                    | Magyarország | Magyarország | Magyarország  | Magyarország | Magyarország | Magyarország |
| #            | Dátum               | Helyszín                        | Hazai        | Eredmény     | Vendég        | Kiírás       | Gólok        | Esemény      |
| ------------ | ------------------- | ------------------------------- | ------------ | ------------ | ------------- | ------------ | ------------ | ------------ |
| 1.           | 1926. augusztus 20. | Budapest, Hungária körúti pálya | Magyarország | 4 – 1        | Lengyelország | barátságos   | 1            | 31'          |
|              | Összesen            |                                 |              | 1            | mérkőzés      |              | 1            | gól          |